# Piantadino
Piantadino es el personaje creado por el dibujante y humorista Adolfo Mazzone (1914-2001) que daba nombre a la tira que protagonizaba, que apareció en la revista Patoruzú de Argentina a partir de noviembre de 1941 y luego en la revista Rico Tipo. Llegó a tener una revista con su nombre a partir de 1961, el personaje se transformó en detective, y adoptó como ayudante a un nuevo personaje, "Pocoseso".

## Características del personaje
Piantadino es un presidiario siempre ansioso por escapar y muy hábil para hacerlo, a menos que haya empanadas para comer en la cárcel. Otros personajes secundarios que aparecen en la tira son otros presos, como Afanancio (para quien todo objeto es robable, y que muchas veces lo ayuda) y Batilio (el soplón), y el director de la cárcel.  

## Origen del nombre de los personajes
Una de las características de Mazzone fue la utilización del lunfardo rioplatense para bautizar a sus personajes. El nombre Piantadino es un diminutivo de piantado, un italianismo incorporado al lunfardo proveniente del verbo spiantare que en su lengua original significa desarraigar.Al ser tomado por el lunfardo pasa a ser espiantar –con su sustantivo espiante- y acentúa la idea de alejamiento pasando al sentido de huida, escape y también la del robo con arrebato, modalidad delictiva que lleva implícita la necesidad del espiante posterior y, por extensión, toda acción de sacarle algo a alguien -espiantarle la mina (mujer), el bobo (reloj), etc. Como, por otra parte, de la persona que está loca se dice que está “ida”, entonces el loco es piantado y la locura es piante.
El verbo “afanar” es un vulgarismo proveniente del árabe reconocido desde antiguo por el Diccionario de la Real Academia Española con el significado de hurtar, robar, estafar. Afanancio es un pseudoapellido derivado de aquella voz que, popularizado por la historieta, se ha incorporado como sustantivo al lunfardo. 
El lunfardismo batir (delatar) que al parecer tendría relación con los argotismos francés e italiano battre y battere que significan anunciar, declarar públicamente, dio origen para identificar a un delator a las palabras batidor, batilana, batistín, batistela, batitú, batilio (en cruce con el nombre Basilio), nombre este último popularizado por el soplón personaje de la tira que es el confidente del director de la cárcel.